# Erich Roßmann

Erich Roßmann

Erich Hermann Roßmann (* 10. Januar 1884 in Pößneck; † 26. September 1953 in Meran) war ein deutscher Politiker der SPD.

## Werdegang
Der als Sohn eines Arbeiters geborene Erich Roßmann wurde im Jahre 1902 Mitglied der SPD. Er arbeitete von 1904 bis 1915 als Redakteur bei der Schwäbischen Tagwacht, dem Organ der württembergischen SPD in Stuttgart und bei der Donau-Wacht in Ulm. Im November 1918 beteiligte er sich am sog. Funkerspuk, bei dem Wolffs Telegraphisches Bureau besetzt wurde. Später übernahm er die Position eines Regierungsrats im Reichsarbeitsministerium. Er war Vorsitzender im Reichsbund der Kriegsbeschädigten und Kriegsteilnehmer sowie Direktor des Versorgungsamtes Stuttgart. Als Nachfolger von Otto Steinmayer war Roßmann von 1924 bis 1933 Landesvorsitzender der SPD in Württemberg und somit neben Wilhelm Keil und später Kurt Schumacher einer der bedeutenden Politiker in der württembergischen SPD. Von 1924 bis 1933 gehörte Erich Roßmann dem Reichstag an, war aber kein Mitglied im württembergischen Landtag und auch nicht in einem Ministeramt auf Landes- oder Reichsebene tätig.

## Politik
Im für die SPD so erfolgreichen Wahlkampf 1928 zur württembergischen Landtags- und zur Reichstagswahl warf Roßmann den Kommunisten vor, diese hätten der Arbeiterklasse nach dem verlorenen Krieg suggeriert, dass der „Trümmerhaufen in wenigen Jahren in ein Paradies zu verwandeln“ sei, und dieser „Wechselwirkung von Schwindel und Leichtgläubigkeit“ verdanke die KPD ihre Existenz. Auf dem SPD-Parteitag in Magdeburg vom 26. bis 31. Mai 1929 befürwortete Roßmann mit Wilhelm Keil und den meisten württembergischen Delegierten das Wehrprogramm der SPD, welches von Kurt Schumacher wegen der Demokratieferne der Reichswehr abgelehnt wurde. Nach dem Scheitern der letzten demokratischen Reichsregierung der Weimarer Republik reklamierte Roßmann mit einer Rede auf der württembergischen SPD-Landesversammlung am 10. August 1930 die Rechte der SPD auf politische Teilhabe gegen die „Anmaßungen der bürgerlichen Parteien“. Auf dem Parteitag der SPD in Leipzig vom 31. Mai bis 5. Juni 1931 verteidigte Roßmann die Tolerierungspolitik der SPD-Reichstagsabgeordneten gegenüber der Regierung Brüning. Am 22. Juni 1932 erließ der württembergische Landesvorstand der SPD eine Warnung, dass Unterorganisationen der SPD vor Ort auf keinen Fall mit kommunistischen Organisationen in Verhandlungen treten dürfen. Der massiven Gewalt und dem wachsenden politischen Erfolg der NSDAP stand Roßmann ratlos gegenüber und betonte stets die Schuldlosigkeit der SPD am kommenden Unheil und die großen Verdienste der Sozialdemokratie, so auch auf einer Kundgebung der SPD in Stuttgart am 28. Juli 1932 vor 10.000 Zuhörern. Nach der Machtergreifung der Nationalsozialisten am 30. Januar 1933 und der Reichstagswahl vom 5. März 1933 resignierte Roßmann, wie auch Keil. Sie setzten beide auf ein eventuelles Arrangement mit dem Nationalsozialismus. Damit befanden sie sich im Einklang mit der Berliner SPD-Parteiführung, brachten jedoch die SPD in Stuttgart und insbesondere Kurt Schumacher gegen sich auf.

## Entrechtung ab 1933 und Rehabilitierung nach 1945
Trotz seiner Haltung wurde Roßmann am 23. Juni 1933 in Stuttgart verhaftet und ins Konzentrationslager Heuberg abtransportiert. Mitte Oktober 1933 wurde er mit etwa 100 Mithäftlingen ins Garnison-Arresthaus nach Ulm gebracht, was mit der Ankündigung einer Haftverschärfung verbunden war. Tatsächlich kam es in der Außenstelle des KZ Heuberg aber zu Hafterleichterungen und am 24. Oktober 1933 wurde Roßmann aus der sogenannten Schutzhaft entlassen, so dass er zu seiner Familie nach Stuttgart zurückkehren konnte. Am 25. August 1944 wurde er im Zuge der Aktion Gitter erneut verhaftet und schließlich bis Ende Oktober 1944 im Konzentrationslager Sachsenhausen interniert. Nach dem Ende des Zweiten Weltkriegs war er Generalsekretär des Süddeutschen Länderrats und von 1948 bis 1949 Intendant von Radio Stuttgart.
1948 bis 1949 war er zweiter Generalsekretär der Europa-Union Deutschland. Roßmann setzte sich nach eigenem Bekunden seit Kriegsende für die deutsch-französische Verständigung ein.

## Schriften
- Autobiographie: Ein Leben für Sozialismus und Demokratie. Rainer Wunderlich, Stuttgart 1946